# Lethrus kryzhanovskii
Lethrus kryzhanovskii är en skalbaggsart som beskrevs av Medvedev 1971. Lethrus kryzhanovskii ingår i släktet Lethrus och familjen tordyvlar. Inga underarter finns listade i Catalogue of Life.